# Volba prezidenta Československa 1927
Volba prezidenta Československa proběhla 27. května 1927 budově Rudolfina na společné schůzi obou komor Národního shromáždění republiky Československé, kterou vedl agrárník Jan Malypetr. Tomáš Garrigue Masaryk byl zvolen pro své třetí volební období. Jediným protikandidátem byl komunistický poslanec Václav Šturc. Šlo o nejtěsnější prezidentskou volbu v dějinách Československa.

## Pozadí
Tomáš Garrigue Masaryk byl československým prezidentem od roku 1918. Do svého druhého prezidentského období byl zvolen v roce 1920. Na Masaryka se nevztahovalo ústavní omezení prezidentského mandátu.
Masaryk prosazoval jako svého nástupce Edvarda Beneše, který však neměl dobré politické postavení, neboť by ho volila pouze slabá socialistická opozice a navíc byl v době konání volby vážně nemocen. Masaryk se nakonec uvolil kandidovat, ale s podmínkou že odstoupí, pokud nebude zvolen v prvním kole volby. Prezidentskou kandidaturu zvažoval také předseda agrárníků Antonín Švehla, ale vzdal se jí ještě před samotnou volbou a naopak podpořil Masaryka.

## Průběh hlasování
Průběh schůze byl narušován výkřiky komunistických poslanců, kteří protestovali proti zatčení Nikolaje Sedorjaka, poslance za Podkarpatskou Rus.

## Výsledky hlasování
Volby se účastnilo 434 členů Národního shromáždění a bylo odevzdáno 432 platných hlasovacích lístků. Pro Masaryka hlasovalo 274 volitelů a byl v prvním kole zvolen těsnou většinou 13 hlasů nad potřebnou většinou. Bez podpory Německé sociální demokracie by Masaryk pravděpodobně nebyl v prvním kole zvolen. To bylo způsobeno tím, že volitelé vhodili do hlasovací urny 104 nevyplněných hlasovacích lístků. Bílé lístky vhodili volitelé z řad německých nacionalistů, maďarských nacionalistů, slovenští luďáci, volitelé z řad Kramářových národních demokratů, a nacionalisté kolem Jiřího Stříbrného. Komunistický kandidát Václav Šturc obdržel 54 hlasů.
| Kandidát               | Počet hlasů | Procenta |
| ---------------------- | ----------- | -------- |
| Tomáš Garrigue Masaryk | 274         | 63,4 %   |
| bílé lístky            | 104         | 24,07 %  |
| Václav Šturc           | 54          | 12,5 %   |
| Celkem platných lístků | 432         | 100 %    |